# Freer and Sackler Galleries
Freer and Sackler Galleries – galeria sztuki w Waszyngtonie, składająca się z dwóch galerii: Freer Gallery of Art, założonej w 1923 roku przez Charlesa Langa Freera i Arthur M. Sackler Gallery, otwartej w 1987 roku. Obie galerie są połączone podziemnym korytarzem-galerią i stanowią wspólnie muzeum sztuki azjatyckiej w ramach Smithsonian Institution. Ich kolekcja liczy ponad 27 000 eksponatów obejmujących m.in. sztukę Indii, Chin, Persji i Japonii i jest jedną z najznakomitszych tego typu kolekcji na świecie. Freer Gallery of Art posiada ponadto znaczącą kolekcję XIX-wiecznego malarstwa amerykańskiego, w tym największą na świecie kolekcję obrazów Jamesa Whistlera. Wybrane eksponaty dostępne są w wersji online w ramach projektu Google Art Project. W ramach galerii działa największa w Stanach Zjednoczonych biblioteka naukowa poświęcona sztuce azjatyckiej.
W 1969 roku budynek Freer Gallery of Art został wpisany na listę National Register of Historic Places pod nr #69000295.

## Historia

### Freer Gallery of Art
Początki galerii związane są z nazwiskiem Charlesa Langa Freera, który dorobił się majątku produkując w II połowie XIX wieku wagony kolejowe. Interesował się również sztuką, stając się zwolennikiem estetyzmu. Pod koniec lat 80. XIX w. zaczął budować swoją kolekcję, w skład której weszły obrazy i grafiki Jamesa McNeilla Whistlera. Freer zgromadził w sumie ponad 1 000 dzieł Whistlera, dzięki któremu zainteresował się też kulturą i sztuką Azji. Do 1906 roku w zbiorach Freera znalazła się znacząca liczba obrazów i ceramiki z Japonii i Chin oraz artefaktów ze starożytnego Bliskiego Wschodu. W kolekcji znalazł się również znany Pawi Pokój (Peacock Room) Jamesa NcNeilla Whistlera, pierwotnie salon w domu brytyjskiego magnata okrętowego Fredericka R. Leylanda. W salonie tym, zaprojektowanym przez architekta Thomasa Jeckylla, Leyland zgromadził kolekcję białej i błękitnej chińskiej porcelany, zakupił też obraz Księżniczka z Krainy Porcelany Whistlera. Whistler pod nieobecność Leylanda zmienił dekorację salonu pokrywając jego ściany wizerunkami pawi, dzięki którym do salonu przylgnęła nazwa Pawi Pokój. Po śmierci Leylanda Freer zakupił do swojej kolekcji najpierw obraz, a następnie cały Pawi Pokój. W 1906 roku przekazał swoją kolekcję narodowi amerykańskiemu jako dar, który rok wcześniej zaproponował prezydentowi Theodore Rooseveltowi. Do zaprojektowania swojej galerii sztuki wybrał architekta Charlesa Platta, któremu przedstawił pomysł klasycznego i harmonijnego budynku w stylu włoskim z dziedzińcem pośrodku. Budynek został otwarty dla publiczności w 1923 roku stając się pierwszym muzeum sztuki w kampusie Smithsonian Institution. Od chwili otwarcia budynku galerii dla publiczności aż do lat 70. dziedziniec galerii przemierzały żywe pawie, konkurując z pawiami Jamesa McNeilla Whistlera z jego Pawiego Pokoju.
Kiedy Freer fundował galerię, postawił dwa warunki: eksponaty z kolekcji nie mogą być wypożyczane, a w galerii nie mogą być wystawiane eksponaty z zewnątrz. Z powodu tych restrykcji z czasem stało się niezbędne zbudowanie drugiego, komplementarnego muzeum dla pomieszczenia kolekcji sztuki azjatyckiej Arthura M. Sacklera.

### Arthur M. Sackler Gallery
Arthur M. Sackler Gallery została założona w 1982 roku, kiedy nowojorski lekarz, publicysta i koneser sztuki Arthur M. Sackler (1913-1987) przekazał na rzecz Smithsonian Institution swoją kolekcję dzieł sztuki azjatyckiej, liczącą około 1 000 eksponatów oraz fundusze na budowę nowego muzeum. Galeria Sacklera została otwarta w 1987 roku, umożliwiając przezwyciężenie ograniczeń wystawowych, wynikających z warunków Freera. W skład kolekcji wchodzą obecnie m.in. indyjskie, chińskie i japońskie obrazy, chińska porcelana i współczesna ceramika oraz XIX- i XX-wieczne japońskie drzeworyty.

## Biblioteka
W ramach Freer and Sackler Galleries działa największa w Stanach Zjednoczonych biblioteka naukowa poświęcona sztuce azjatyckiej, otwarta dla publiczności 5 dni w tygodniu, bez konieczności wcześniejszego umawiania się.

## Zbiory
Zbiór dzieł sztuki azjatyckiej Freer and Sackler Galleries, liczący ponad 27 000 eksponatów jest jednym z najznakomitszych tego typu na świecie. Zbiór obrazów Jamesa McNeilla Whistlera jest największy na świecie. Do głównych atrakcji należą: zbiór chińskiego cesarskiego rzemiosła dekoracyjnego, XII-wieczna japońska rzeźba wyobrażająca buddystę osiągającego stan nirwany, indyjskie rzeźby tańczącego boga Śiwy i jego żony, bogini Parwati, manuskrypty XV-wiecznej perskiej poezji miłosnej i Pawi Pokój.

### Sztuka Azji

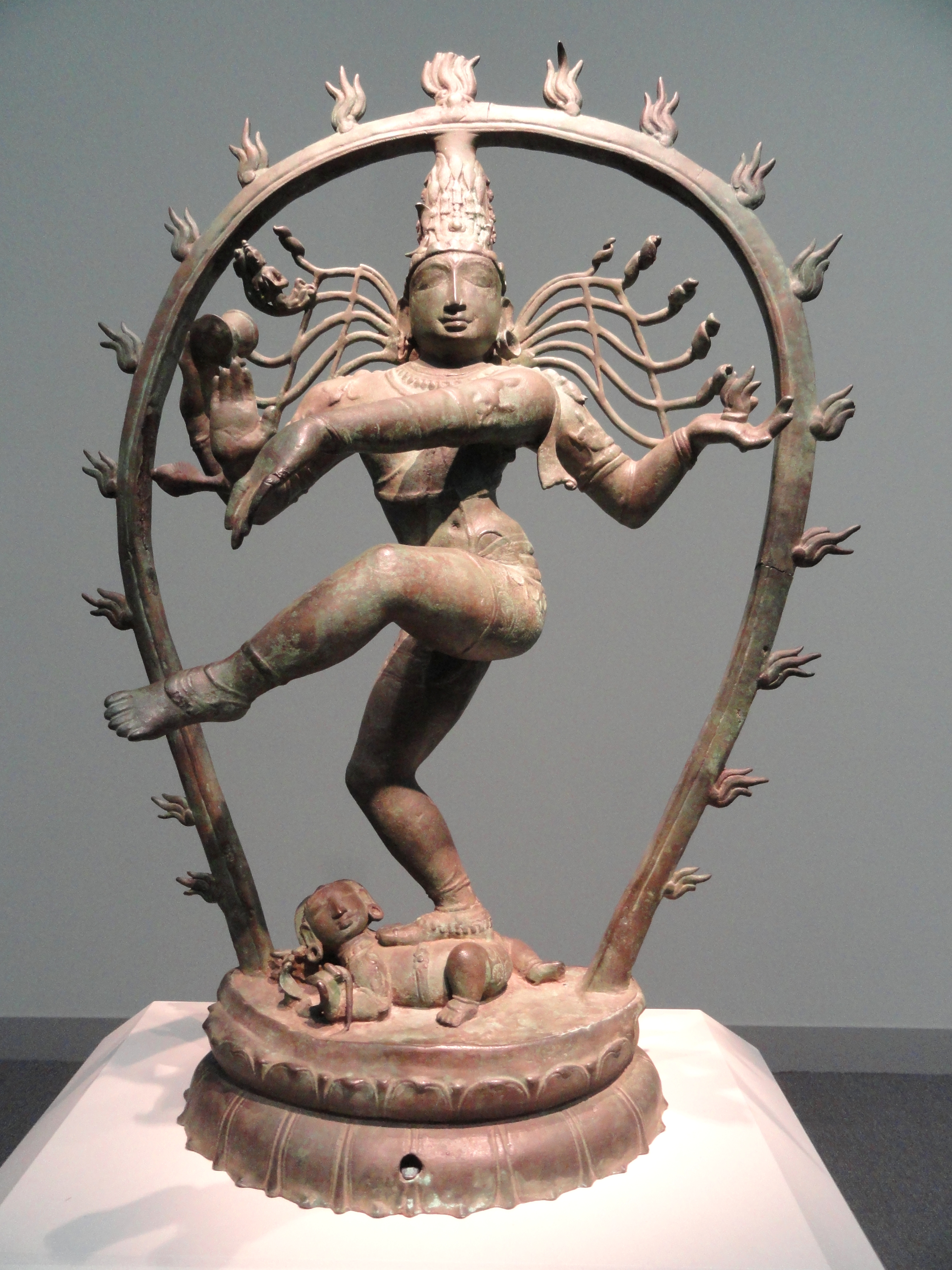
Tańczący Siwa, około 990 rok, Tamilnadu, Indie
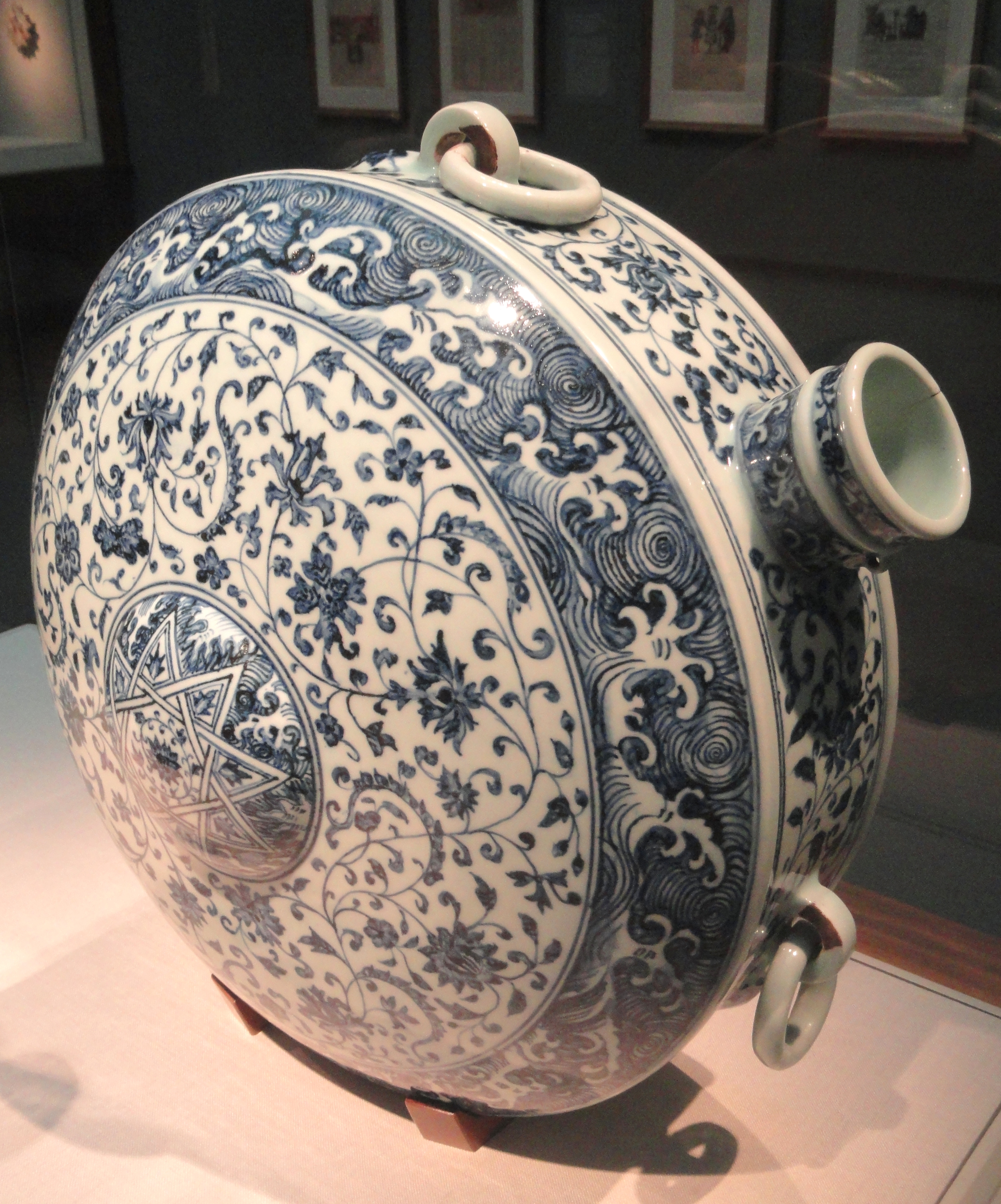
Naczynie z niebiesko–białej porcelany, XV wiek, Jiangxi, Chiny
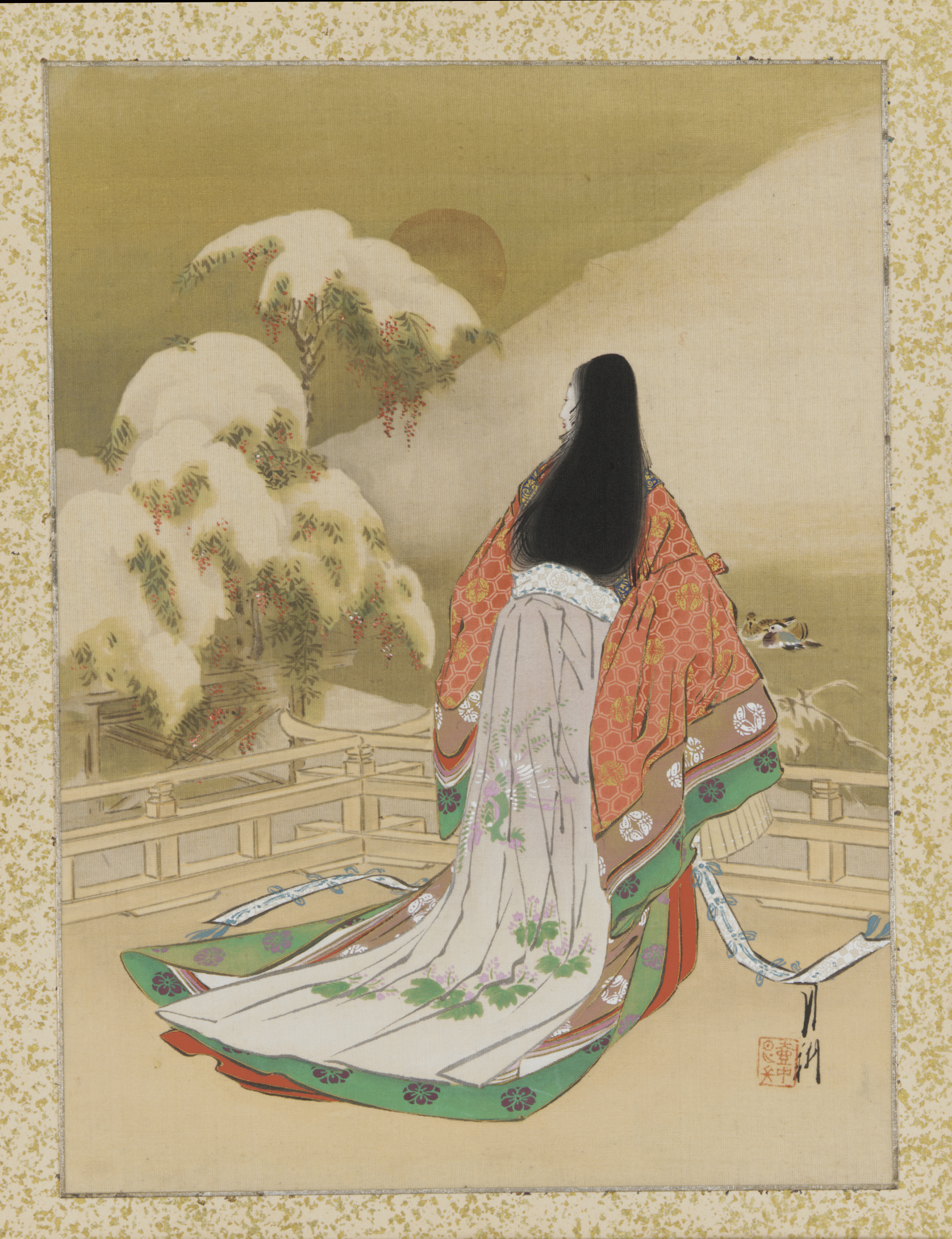
Życie codzienne kobiet (drzeworyt japoński), Ogata Gekkō, okres Meiji (1868–1912)
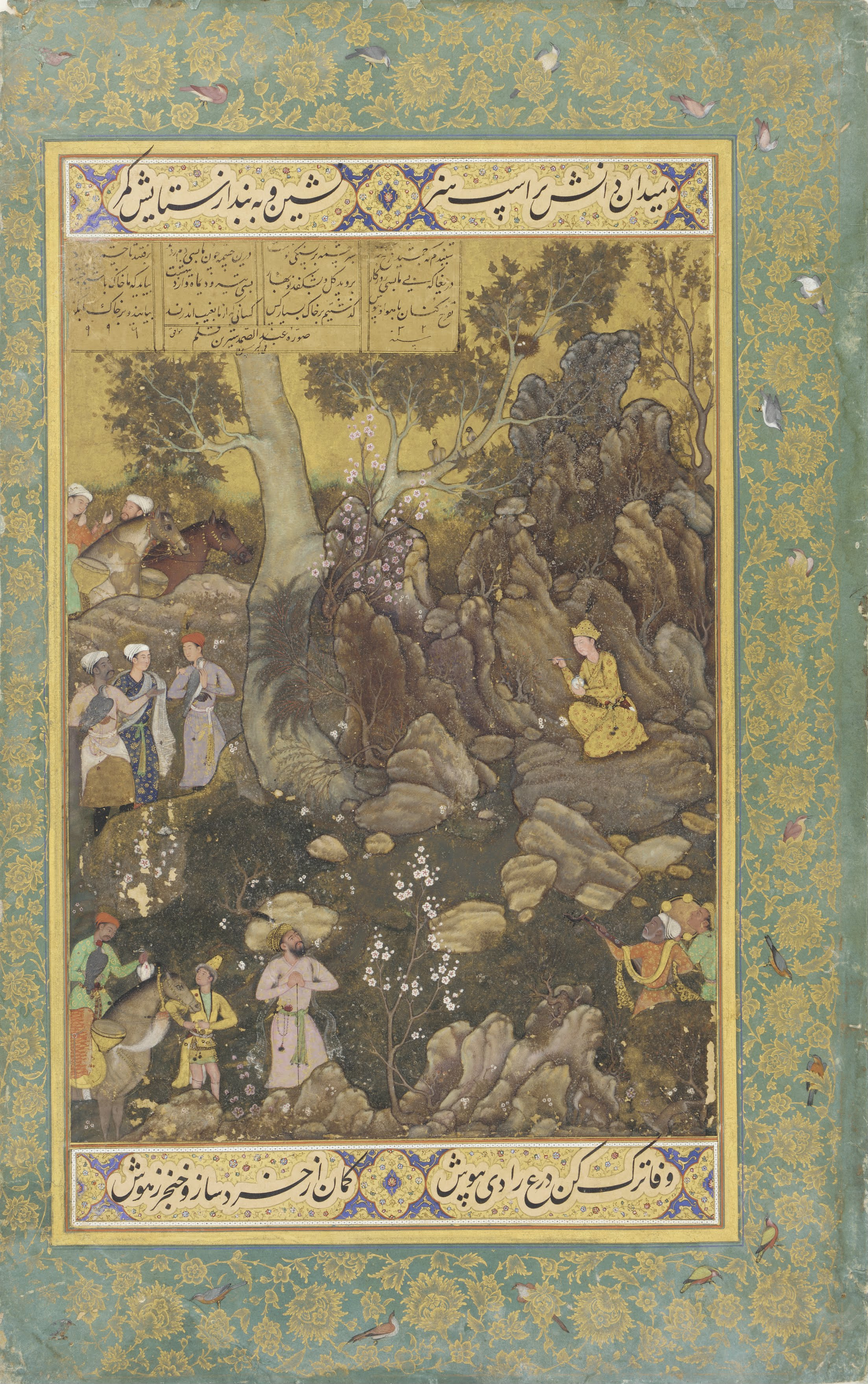
Abd ul-Samad, Dżamszid piszący na skale, akwarela, złoto i atrament na papierze, około 1588, Persja

### Obrazy Jamesa Mc Neilla Whistlera

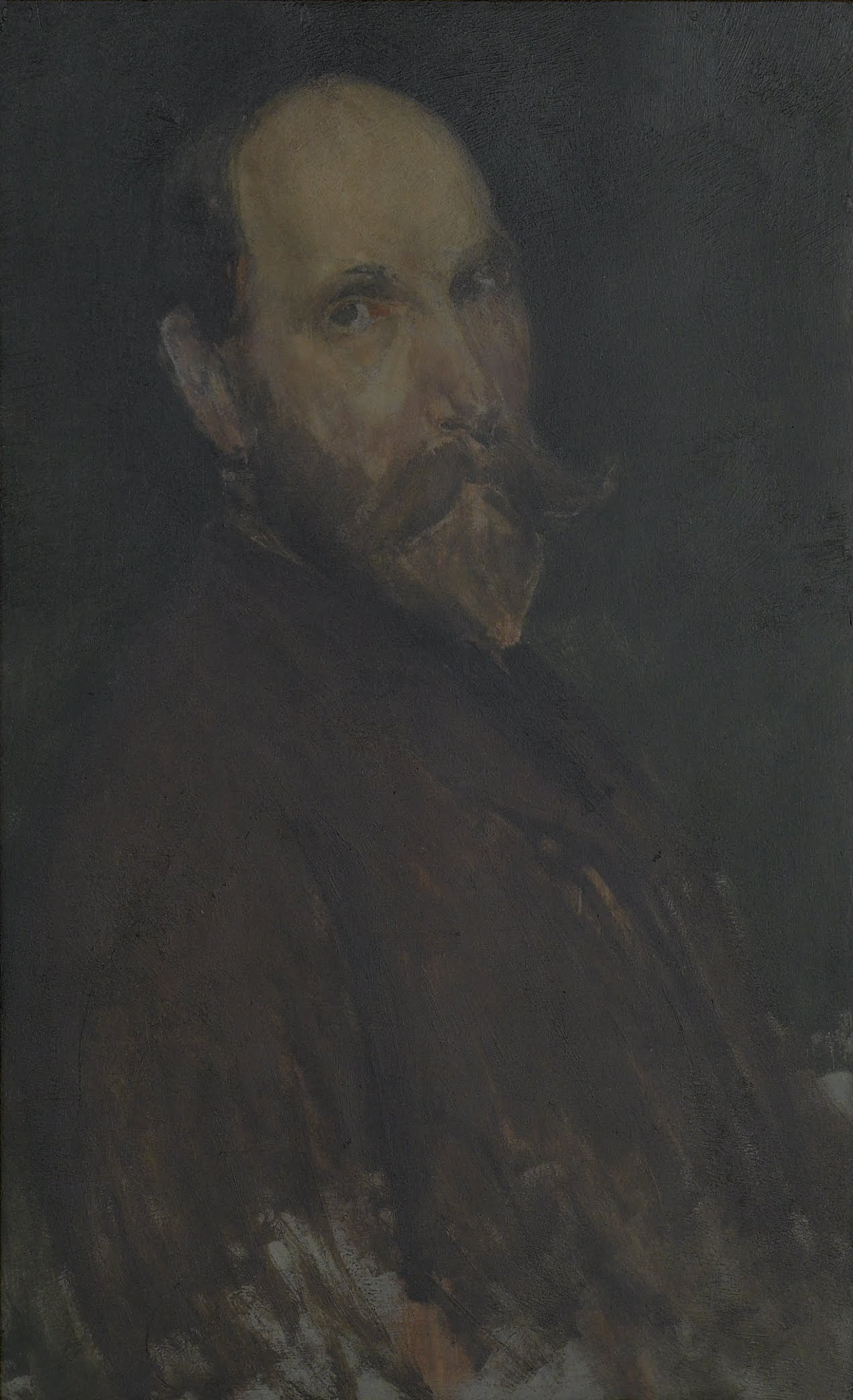
Portret Charlesa Langa Freera, 1902–1903
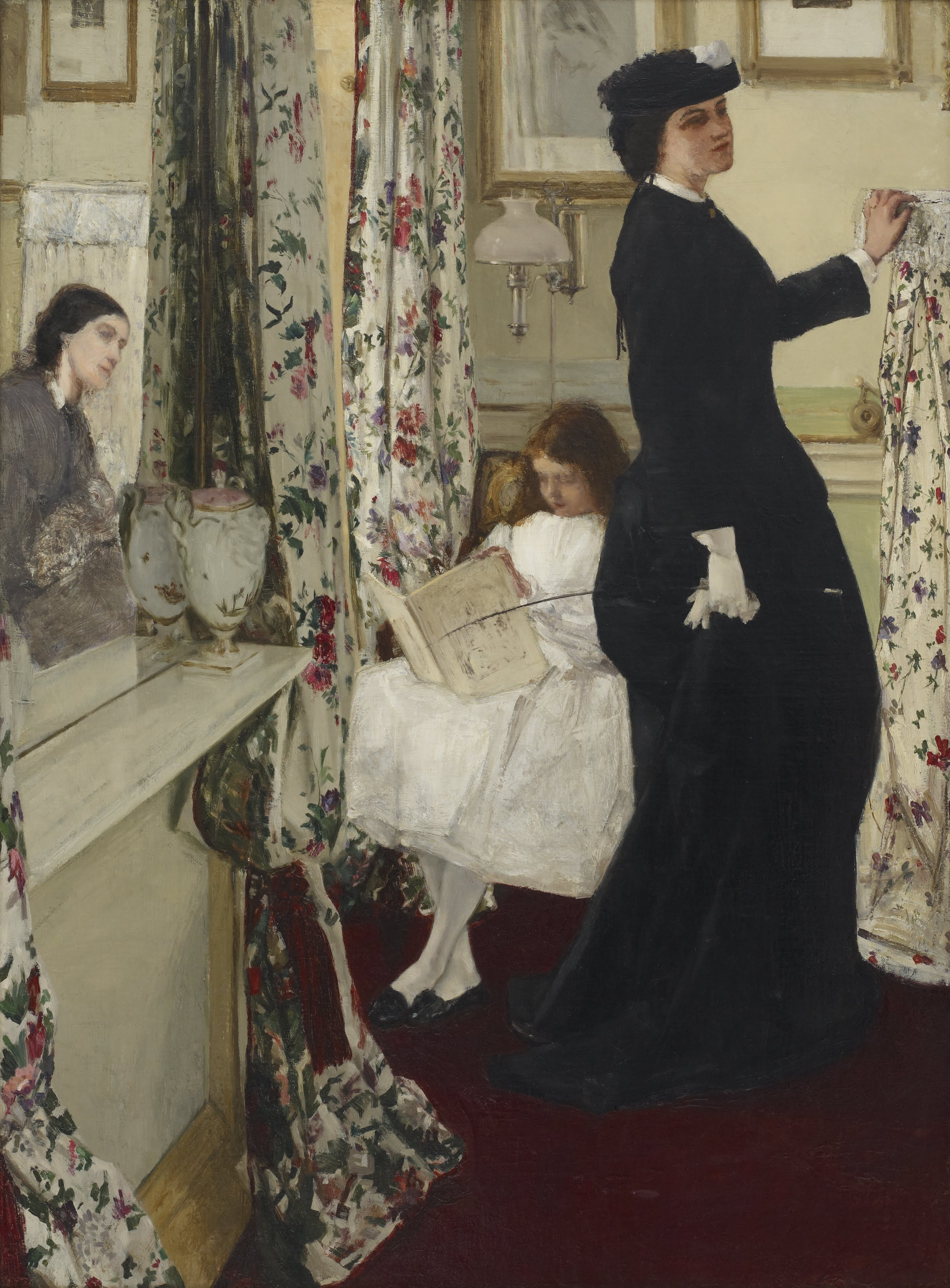
Harmonia zieleni i różu – pokój muzyczny, 1860–1861
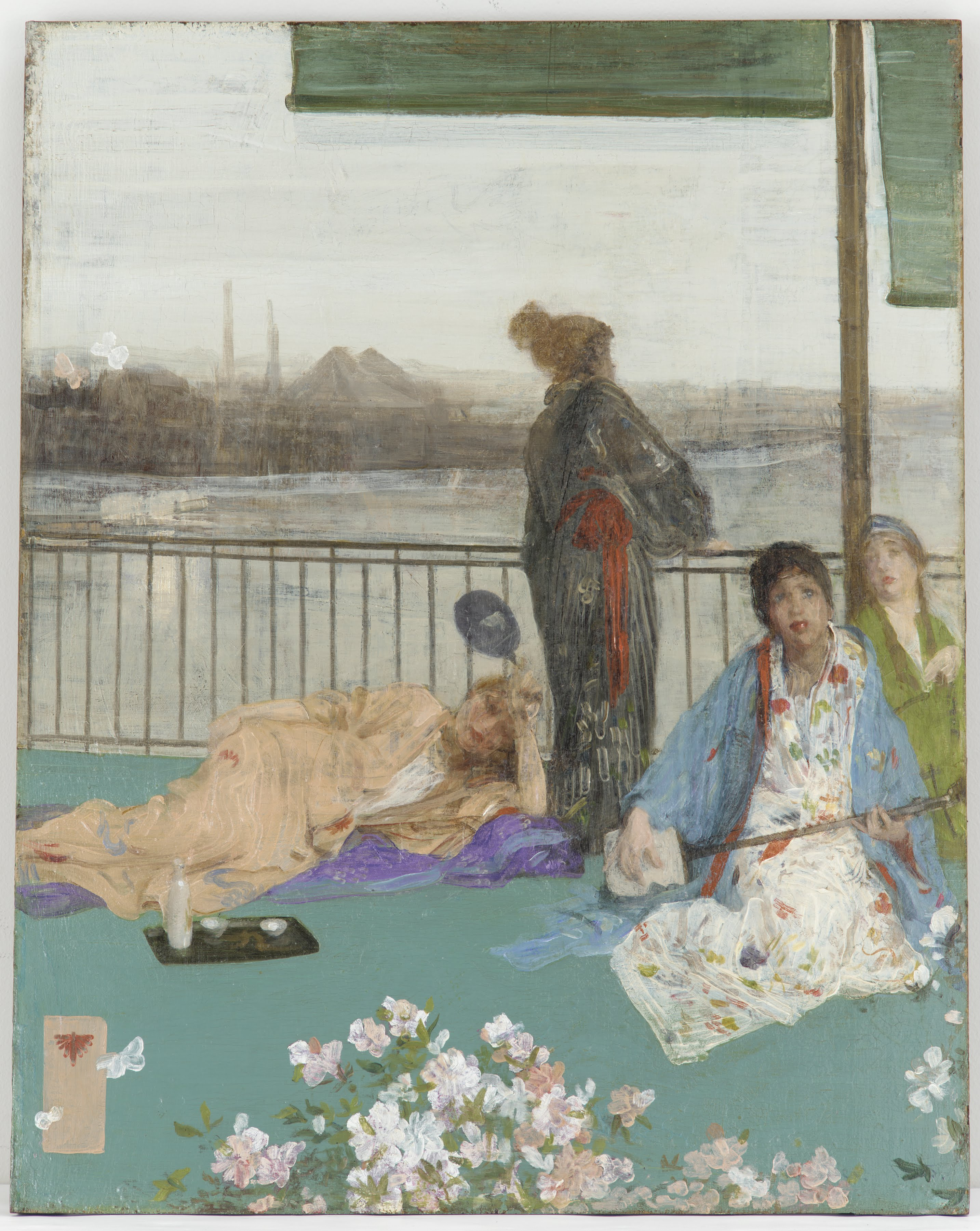
Wariacje w cielistości i zieleni – balkon, 1864–1879
Księżniczka z Krainy Porcelany, 1863–1865